# Dinochloa robusta
Dinochloa robusta är en gräsart som beskrevs av Soejatmi Dransfield. Dinochloa robusta ingår i släktet Dinochloa och familjen gräs. Inga underarter finns listade i Catalogue of Life.